# France Bevk
France Bevk född 17 september 1890 i Zakojca, död 17 september 1970 i Ljubljana, var en slovensk författare.
Bevk gav ut många sociala och historiska romaner och noveller som framför allt skildrar den slovenska minoriteten i Italien och dess svåra villkor. Bland hans romaner märks Kaplan Martin Čedermac (1938).